# Wiradech Kothny
Wiradech Kothny (n. 10 mai 1979, Kanchanaburi⁠(d), Provincia Kanchanaburi, Thailanda) este un scrimer german, medaliat olimpic. A participat la 3 ediții ale Jocurilor Olimpice (2000, 2004, 2008) în care a câștigat o medalie de bronz.